# Яблочкина, Серафима Васильевна
Серафи́ма Васи́льевна Я́блочкина (урождённая — Соро́кина; 17 [29] апреля 1842, Санкт-Петербург — 24 марта [5 апреля] 1898, Москва) — драматическая актриса, иначе называемая Яблочкина 1-я. Жена Александра Александровича Яблочкина, мать Александры Яблочкиной.

## Биография
Окончила Петербургское театральное училище в 1861 и сразу была зачислена в труппу Александринского театра. Играла роли инженю преимущественно в комедиях и водевилях: Лидочка («Свадьба Кречинского»), Марьица («Каширская старина» Аверкиева) и др.
Перешла в провинциальные антрепризы. В 1868 и 1871—1874 работала в Тифлисе, в 1875—1877 — в Одессе.
С 1877 — актриса московского Малого театра; исполняла в этот период роли «благородных матерей», одна из её ролей — королева Гертруда («Гамлет») и др. В Малом театре проработала до самой своей кончины. Похоронена на Ваганьковском кладбище (2 уч.).
В Российской государственной библиотеке по искусству (бывшая Библиотека при Драматических курсах Малого театра, потом Государственная центральная театральная библиотека) сохранилась авторская книга поэта и публициста Василия Львовича Величко «Второй сборник стихотворений» (СПб., 1894. 292 с.), подаренная им С. В. Яблочкиной, с дарственной надписью на вплетенном листе: Искренноуважаемой Серафиме Васильевне Яблочкиной 1-й на добрую память от сердечно благодарного ей В. Величко. 20.IV.[18]94. Москва.
О своей матери вспоминала знаменитая актриса Александра Александровна Яблочкина в своей мемуарной книге «75 лет в театре».